# Stražbenica (Banovići)
Pour les articles homonymes, voir Stražbenica.
Stražbenica (en cyrillique : Стражбеница) est un village de Bosnie-Herzégovine. Il est situé dans la municipalité de Banovići, dans le canton de Tuzla et dans la fédération de Bosnie-et-Herzégovine. Selon les premiers résultats du recensement bosnien de 2013, il compte 1 298 habitants. 
La localité apparaît en tant qu'entité administrative à part entière au recensement de 1991 ; il a été créé sur les territoires des villages de Banovići Selo et de Podgorje.

## Démographie

### Évolution historique de la population
| 1948 | 1953 | 1961 | 1971 | 1981 | 1991 | 2013  |
| ---- | ---- | ---- | ---- | ---- | ---- | ----- |
| -    | -    | -    | -    | -    | 742  | 1 298 |

|  |